# Zuid-Amerikaanse opossum
De Zuid-Amerikaanse opossum of witooropossum (Didelphis albiventris) is een zoogdier uit de familie van de Opossums (Didelphidae). De wetenschappelijke naam van de soort werd voor het eerst geldig gepubliceerd door Lund in 1840. Tot 2002 werden Didelphis imperfecta en Didelphis pernigra tot deze soort gerekend als ondersoorten.

## Uiterlijke kenmerken
De soort heeft een zeer variabele lichaamsgrootte met een koplengte van 26 tot 50 cm, een staartlengte van 25,5 tot 53,5 cm en een gewicht van 0,5 tot 5,5 kg. Afhankelijk van de bron wordt de gemiddelde lengte van de achtervoeten gegeven als 4,8 of 5,9 cm, terwijl de waarden voor de oren respectievelijk 5,0 en 5,4 cm zijn. Net als bij de zuidelijke opossum heeft de vacht van het lichaam verschillende kleuren. Het meest voor de hand liggende verschil, de witte oren bij volwassen exemplaren, wordt weerspiegeld in de alternatieve naam voor deze soort, witooropossum. Bovendien zijn de eerste centimeters van de staart bedekt met vacht, terwijl in de zuidelijke opossum alleen geïsoleerde haren voorkomen. Op het gezicht is er een V-vormig zwart patroon van het gebied tussen de ogen tot de bovenkant van het hoofd en twee donkere oogstrepen. De punt van de staart is wit.

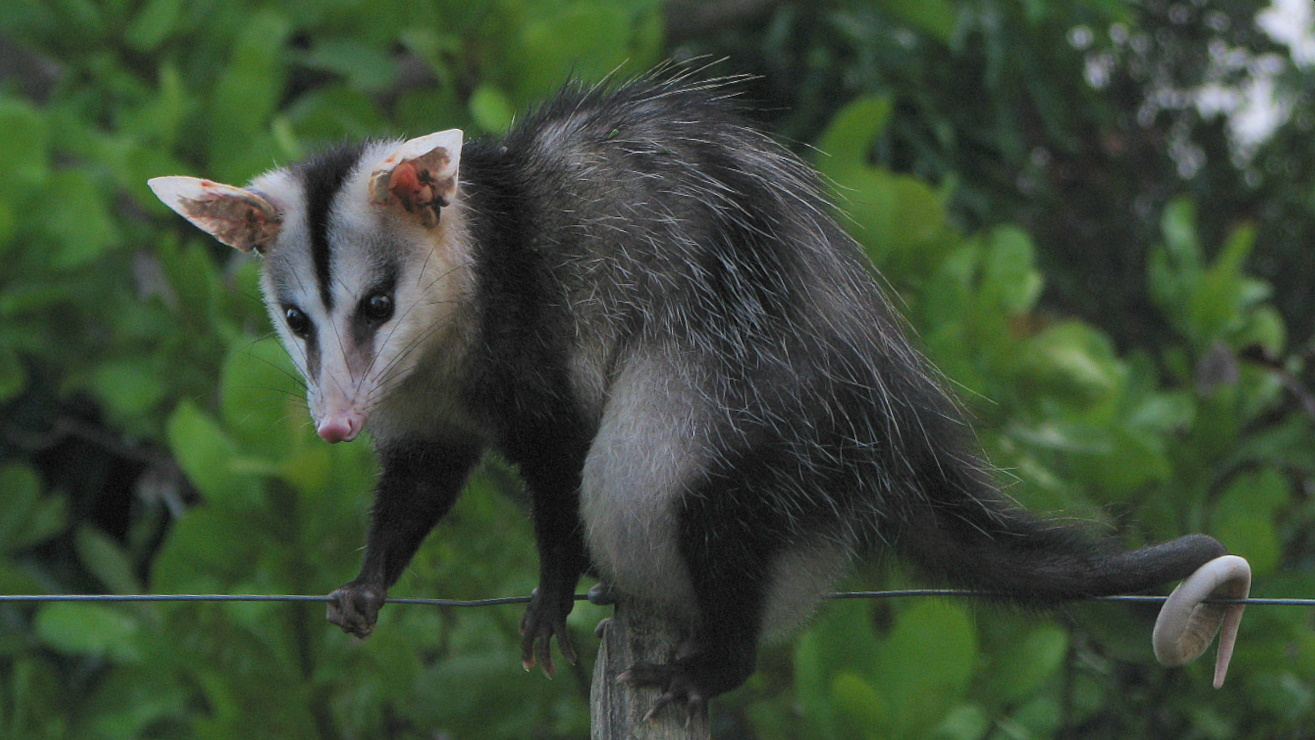
Didelphis albiventris in Bahia

## Verspreiding en habitat
De soort komt voor in oostelijk en zuidelijk Brazilië, oostelijk Bolivia, Paraguay, Uruguay en de noordelijke helft van Argentinië. De soort is te vinden in bijna alle habitats in het verspreidingsgebied, waarbij alleen hoge berggebieden, zeer droge gebieden en de dichtste bossen worden vermeden. De Zuid-Amerikaanse opossum kan zich goed aanpassen aan landschapsveranderingen.

## Levenswijze
De soort blijft meestal op de grond, hoewel hij goed in bomen kan klimmen. Hij voedt zich onder andere met wormen, insecten, kleinere vogels, eieren en fruit. Het gemiddelde territorium van mannetjes is 3,2 hectare met een maximale territoriumgrootte van 7,04 hectare. De territoria van vrouwtjes zijn kleiner met een gemiddelde grootte van 1,47 hectare.
In het noorden van Argentinië kunnen tussen augustus en januari een of twee nesten voorkomen. Het aantal nakomelingen per nest varieert tussen de vier en twaalf. De geboorte vindt plaats na een draagtijd van 12 tot 13 dagen. Daarna leven de jonge dieren ongeveer twee maanden in de buidel van de moeder. Oudere juvenielen kunnen door het vrouwtje op haar rug worden gedragen.